# Mount Balkanska
Mount Balkanska (englisch; bulgarisch връх Балканска wrach Balkanska) ist ein 1600 m hoher und größtenteils vereister Berg in den Lassus Mountains auf der Alexander-I.-Insel westlich der Antarktischen Halbinsel. Er ragt 2,53 km südsüdwestlich des Moriseni Peak, 16,2 km westlich des Nebusch-Nunataks, 4,26 km nördlich des Mount Morley und 4,57 km ostsüdöstlich des Beagle Peak auf. Seine Steilen Südwesthänge sind teilweise unvereist. Das Nichols-Schneefeld liegt östlich und der Naretschen-Gletscher nordwestlich von ihm.
Britische Wissenschaftler kartierten ihn 1971. Die bulgarische Kommission für Antarktische Geographische Namen benannte ihn 2017 nach der bulgarischen Opernsängerin Mimis Balkanska (1902–1984).